# Nelle nebbie del tempo
Nelle nebbie del tempo è un romanzo di fantascienza di Lanfranco Fabriani del 2005, vincitore del Premio Urania. È il seguito di Lungo i vicoli del tempo col quale Fabriani aveva già vinto l'edizione 2000 del premio. È stato pubblicato su Urania n.1504 del novembre 2005.
Nelle nebbie del tempo continua le avventure di Mariani, vicedirettore dell'Ufficio Centrale Cronotemporale Italiano (UCCI), una agenzia segreta governativa che gestisce i viaggi nel tempo e protegge il passato dell'Italia dagli attacchi di potenze straniere ostili. 

## Trama
In Italia, a Roma, esiste una branca del servizio segreto i cui agenti sono chiamati a risolvere complotti molto particolari. Il loro obiettivo è la stabilità, il loro campo d'azione è
il passato storico. Nell'infinita lotta con i servizi temporali rivali, gli agenti del gruppo - già protagonisti di Lungo i vicoli del tempo - si trovano ora ad affrontare un nemico del tutto
imprevisto. Lo scontro ha per oggetto uno dei punti nodali della storia del mondo e coinvolge un personaggio insospettabile come Cristoforo Colombo. Alcuni misteriosi agenti cercano infatti di rapire più volte il navigatore, mentre è ancora un bambino, tentando così di alterare in modo notevole la storia conosciuta. Questi tentativi vengono tuttavia sventati dagli agenti dell'UCCI, che mantiene una sezione a Genova in quel periodo storico.
Nel frattempo il direttore dell'UCCI è ricoverato a causa di un grave malore e ridotto in stato di incoscienza; le sue funzioni vengono assunte dal vicedirettore Mariani, coadiuvato dalla spietata agente Marina Savoldi, che gli fa da segretaria. Mariani cerca di tenere celata a tutti la gravità della salute del direttore, temendo che gli altri servizi segreti possano approfittarne.
Mariani e la Savoldi riescono a scoprire che i misteriosi agenti sono sovietici e che l'URSS degli anni trenta-quaranta si sarebbe impadronito di una macchina del tempo italiana, un vecchio modello scomparso durante una missione nella prima guerra mondiale. Ciò non collima per niente con i dati ufficiali, che affermano che i russi si sarebbero impadroniti della tecnologia temporale solo decenni dopo. Ma ciò che preoccupa di più Mariani è la figura che starebbe dietro a tutto ciò: il famigerato Lavrentij Pavlovič Berija, capo della polizia segreta di Stalin.

## Edizioni
- Lanfranco Fabriani, Nelle nebbie del tempo, Urania n° 1504, Arnoldo Mondadori Editore, 2005.